# Forcipomyia stimulans
Forcipomyia stimulans är en tvåvingeart som först beskrevs av De Meijere 1909.  Forcipomyia stimulans ingår i släktet Forcipomyia och familjen svidknott. Inga underarter finns listade i Catalogue of Life.